# Kamalija
Kamalija (ros. Камалия; ukr. Камалія), właśc. Natalja Wiktorowna Zahoor (ros. Наталья Викторовна Захур; ukr. Наталія Вікторівна Захур) z domu Szmarienkowa (ros. i ukr. Шмаренкова) (ur. 18 maja 1977 w Zabajkale) – rosyjsko-ukraińska piosenkarka, aktorka i modelka. Miss World 2008. Honorowa Artystka Ukrainy.

## Życiorys

### Wykształcenie
Uczęszczała do szkoły muzycznej w klasie skrzypiec oraz śpiewu operowego. Studiowała na Uniwersytecie we Lwowie.

### Kariera muzyczna
Jako dziecko występowała w zespole folkowym, zdobywała pierwsze miejsca w konkursach piosenki dziecięcej i młodzieżowej na Ukrainie. W 1997 wydała pierwszy album studyjny, zatytułowany Techno Style. Jej druga płyta pt. Is It Love ukazała się w 1999 roku, promowana była przez singiel "Love You", który stał się przebojem w kraju.
24 sierpnia 2013 wystąpiła w Polsce podczas koncertu Koncert 5 lat z Muzodajnią. Największe Przeboje Lata w Operze Leśnej na festiwalu Sopot Festival Top of The Top 2013. 19 czerwca 2014 zagrała gościnnie w warszawskim klubie "Explosion" na koncercie z okazji 11. urodzin muzycznej stacji ITV.

### Pozostałe przedsięwzięcia
W 2008 zdobyła tytuł Mrs World (Zamężnej Miss Świata), a także zaczęła aktywnie wspierać instytucje charytatywne działające na rzecz ochrony zwierząt. Została m.in. zaproszona do udziału w wydarzeniu międzynarodowej organizacji na rzecz ochrony zwierząt „High Society WSPA Event”.
W 2012 wystąpiła w amerykańskim filmie What About Love u boku Sharon Stone i Andy García. W kolejnych latach zagrała jeszcze kilka ról filmowych w amerykańskich i rosyjskich produkcjach.
W 2013 była bohaterką reality-shows: Bogaci też płaczą i Rosjanie jakich nie znacie. 

### Życie prywatne
Jest córką dyplomaty. Jej rodzina pochodzi z terenu skażonego przez wybuch w Czarnobylu, przez co Kamalija zmagała się z chorobą nowotworową. Gdy miała trzy lata, przeprowadziła się z rodzicami do Budapesztu, a kilka lat później do Lwowa. 
Jest żoną brytyjsko-pakistańskiego publicysty, Mohammada Zahoora. 6 września 2013 w szpitalu w Kijowie urodziła córki-bliźniaczki, Arabellę i Mirabellę.

## Dyskografia
Albumy
- Techno Style (1997)
- Kamaliya, with Love (2001)
- Year of the Queen (2007)
- From Dusk Till Dawn (2010)
- From Dusk Till Dawn - Part 2 (2010)
- Kamalija (2012)
- Club Opera (2013)

Single
- 2012: Crazy In My Heart
- 2012: Rising Up
- 2012: Arrhythmia
- 2012: Butterflies
- 2013: I'm Alive
- 2013: Love Me Like
- 2014: Never Wanna Hurt You (Bad Love, Baby)

Koncerty DVD
- 2006: Ot zakata do rasswieta
- 2008: Koncert Wiesna-lubow'
- 2010: Kamaliya Live
- 2012: Club Opera Live

## Filmografia
| Rok  | Tytuł                                 | Informacje | Album                  |
| ---- | ------------------------------------- | --- | ---------------------- |
| -    | Ot zakata do rasswieta                | ros. "От заката до рассвета"                                                                                   | Ot zakata do rasswieta |
| 2010 | Wdwojem                               | ros. "Вдвоем", soundtrack do filmu "Mąż mojej wdowy" w którym zagrał polski aktor Marcin Mroczek.              | -                      |
| 2011 | Crazy In My Heart                     | Wersja rosyjska "Rozowyj zakat" (ros. "Розовый закат") oraz remiks Digital Dog.                                | Kamaliya               |
| 2011 | Playing With Fire                     | Duet z Filippem Kirkorowem, rosyjska wersja "Igra s ogniem" (ros. "Игра с огнем"). Klip nakręcono w Hollywood. | Kamaliya               |
| 2012 | Rising Up                             | - | Kamaliya               |
| 2012 | No Ordinary Love                      | Duet z Thomasem Andersem. Klip nakręcono w Kijowie, m.in. w domu Kamalii.                                      | -                      |
| 2012 | Arrhythmia                            | Istnieją 4 wersje teledysku. Taneczna oraz 3 wersje jako soundtrack do filmu "Officer Down".                   | Kamaliya               |
| 2012 | Butterflies                           | - | Club Opera             |
| 2013 | I'm Alive                             | - | Club Opera             |
| 2013 | Love Me Like                          | Wersje w języku angielskim oraz hindi. Klip nakręcono w Bombaju (Bollywood).                                   | Club Opera             |
| 2014 | Never Wanna Hurt You (Bad Love, Baby) | - | Club Opera             |

| Rok  | Tytuł            | Rola                     |
| ---- | ---------------- | ------------------------ |
| 2010 | Muż mojej wdowy  | Anna Kastandi            |
| 2012 | Mantera          | Dr Natasya Irina Pushkin |
| 2013 | Martwy policjant | Katya                    |
| 2015 | What About Love  | ona sama                 |

| Rok  | Tytuł                      | Rola     |
| ---- | -------------------------- | -------- |
| 2012 | Bogaci też płaczą          | ona sama |
| 2013 | Rosjanie jakich nie znacie | ona sama |